# Santuario de Nuestra Señora de la Cinta
La ermita santuario de Nuestra Señora de la Cinta es un templo católico situado en la ciudad española de Huelva. Levantado en el cabezo denominado El Conquero, es la sede de la patrona de la ciudad, la Virgen de la Cinta. Está declarada Bien de Interés Cultural, con categoría de Monumento.

## Historia
La fábrica original es de inicios del siglo XV, correspondiendo a la misma las trazas generales de la iglesia. Ante la iglesia original se construyó en el siglo XVIII un atrio con un segundo piso destinado a hospedería, dependencias de la hermandad y casa del santero.
En el último cuarto del siglo XIX se añadieron nuevos espacios como el patio o claustro de entrada y la colocación de la Cruz de los Ángeles en el parvis que sirve como mirador natural.
En el año 1955 se acometió una importante reforma del templo (patio, espadaña, verjas, capillas laterales...) que fueron sufragadas por el torero Miguel Báez Espuny "El Litri" y el Gobierno Civil bajo la dirección del arquitecto Juan Miguel Rodríguez Cordero. Ya en 2007 el pintor José María Franco agregó unas pinturas a la capilla mayor con motivos marianos y marineros como sustitución de las anteriores, obras del mismo autor, seriamente dañadas e irrecuperables
Tanto la hermandad como las imágenes aparecen relacionadas con la llegada en el siglo XV a Huelva de Cristóbal Colón tras su primera partida hacia América. El almirante peregrinó hasta el santuario, donde encendió una vela en cumplimiento del voto realizado el 3 de marzo de 1493, al verse sorprendido por una tormenta en el viaje de vuelta a España. Cada año en esta fecha se celebra una misa conmemorativa, ofrecida por la Real Sociedad Colombina Onubense.

## La titular

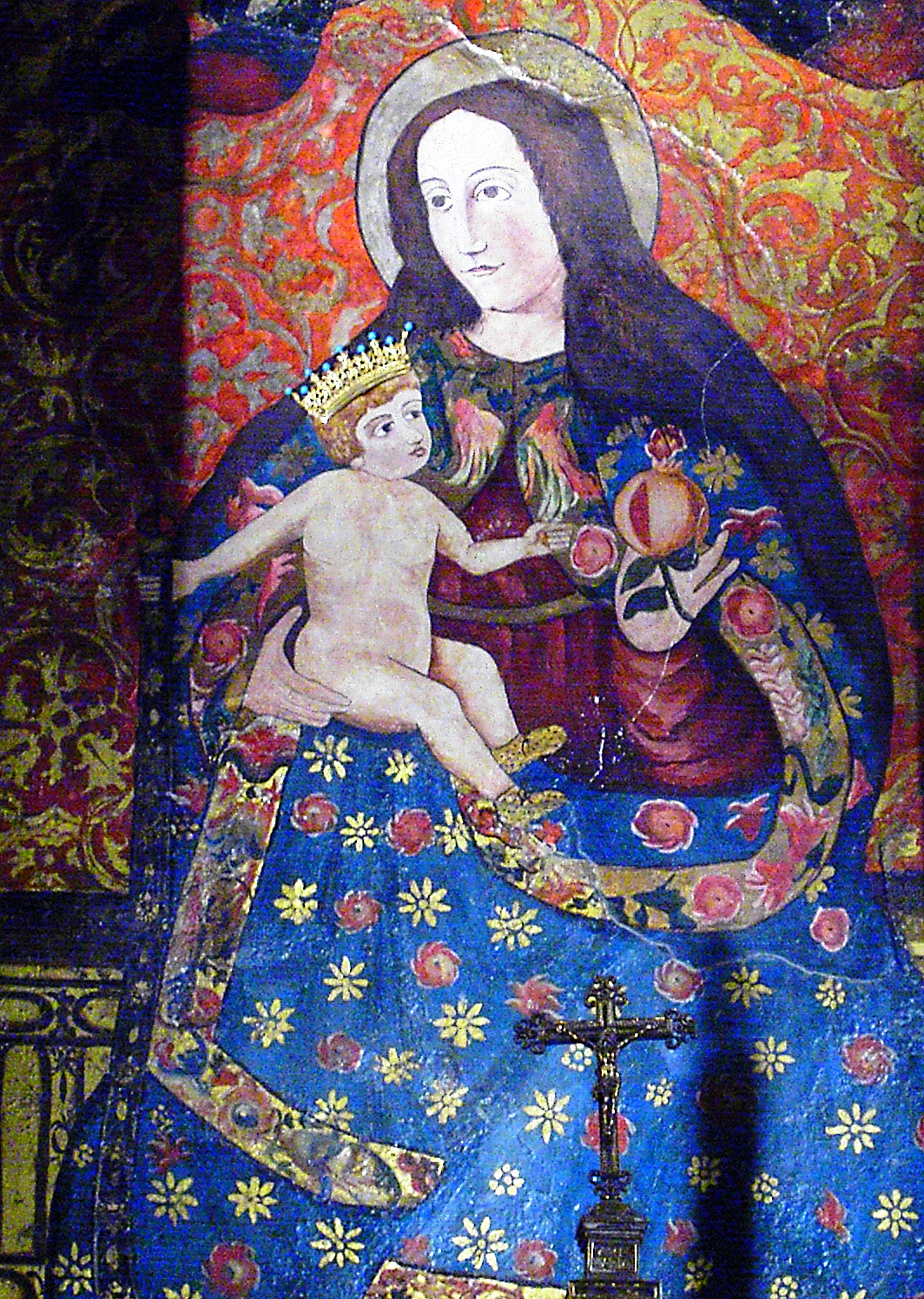
Imagen mural de la Virgen de la Cinta.

El santuario está dedicado a la Virgen de la Cinta, la patrona de la ciudad. La cinta es, en la iconografía mariana, un símbolo de consuelo y protección. Según la tradición cristiana, la Virgen entregó una cinta o correa a Santa Mónica como símbolo de la futura conversión de San Agustín. También se habría desprendido del cinto que ceñía su túnica en su Asunción para entregarselo al apóstol Tomás, que llegaba tarde.
La leyenda onubense habla de la existencia de un zapatero llamado Juan Antonio, hombre piadoso que tenía por costumbre regalar a los niños pobres zapatos en el día de la Natividad de la Virgen. Un día, cuando iba camino de Gibraleón, sufrió un fuerte dolor en el costado que le obligó a detenerse. Al invocar a la Virgen de la Natividad, apareció una cinta que se ciñó, calmándose sus dolores. Al llegar a casa relató la historia y un amigo suyo pintor, llamado Pedro Pablo, se brindó a pintar una imagen de la Virgen en acción de gracias por el milagro. El pintor retrató al Niño Jesús desnudo pero calzando unas sandalias, en recuerdo del gesto caritativo de Juan Antonio con los niños pobres.
En el santuario se veneran dos imágenes de la Virgen de la Cinta: la pintura mural gótica que preside el altar mayor y la Virgen Chiquita, tallada por Benito de Hita y Castillo ante la imposibilidad de procesionar el primitivo icono. Además, hay réplicas de la Virgen en ambas iconografías repartidas por templos y calles de la ciudad. También hay réplicas de la pintura mural, encargadas por sendas hermandades filiales, en Parroquia de San Roque de Sevilla y en la Parroquia de la Santa Cruz de Madrid.
La Virgen de la Cinta fue coronada canónica el 26 de septiembre de 1992. Es Patrona canónica de Huelva desde 1946 por bula de Pablo VI, si bien hay documentos que se refieren a ella como patrona desde 1586. Es Alcaldesa Perpetua de la ciudad, título concedido el 29 de agosto de 1956 por el Ayuntamiento de Huelva, institución que también le otorgó la Medalla de Oro de la ciudad en 1992.

## La iglesia

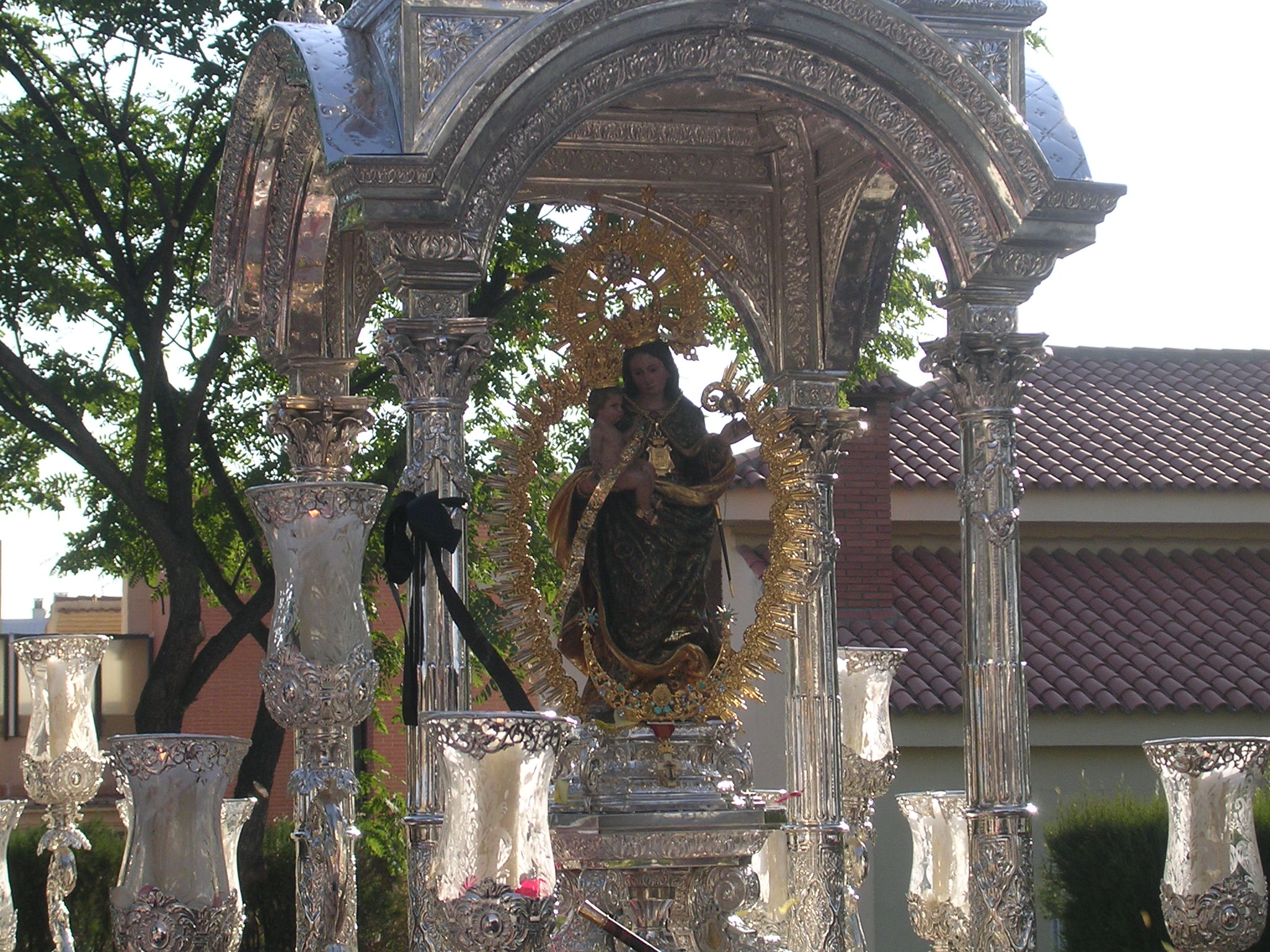
Imagen procesional de la Virgen de la Cinta.

El interior de la ermita es de planta rectangular con una nave principal y dos laterales separadas por tres arcos apuntados sobre semicolumnas coronadas por capiteles lisos cúbicos de ángulos rebajados. La nave principal se encuentra rematada por la capilla mayor, con bóveda apuntada de estilo barroco y en sus laterales dos pequeñas capillas. En la central se encuentra el pequeño coro, que es del siglo XVIII.
Preside la capilla mayor la imagen mural de Nuestra Señora de la Cinta. Se trata de una pintura al fresco con repintes de temple al huevo y pan de oro. Aparece sentada, sosteniendo al Niño Jesús con su mano derecha mientras que con la izquierda muestra una granada abierta. El Divino Infante aparece desnudo y con unos zapatos dorados, mientras que sostiene en su mano derecha la cinta propia de la advocación. Es una obra del último cuarto del siglo XV de la que sólo puede verse una parte, ya que el retablo tapa las pinturas de Santa Lucía y San Blas y la arquitectura fingida que los cobija.

El retablo fue realizado por José Fernando de Medinilla hacia 1752 en estilo barroco. Incorpora en las calles laterales las imágenes de San Sebastián y San Roque, Patrones de Huelva y en el ático la pintura de la Coronación de la Virgen, copia de Velázquez realizada por Pedro Gómez. El sagrario de plata fue realizado por Fernando Marmolejo, siguiendo las trazas del Humilladero de la Cinta. 

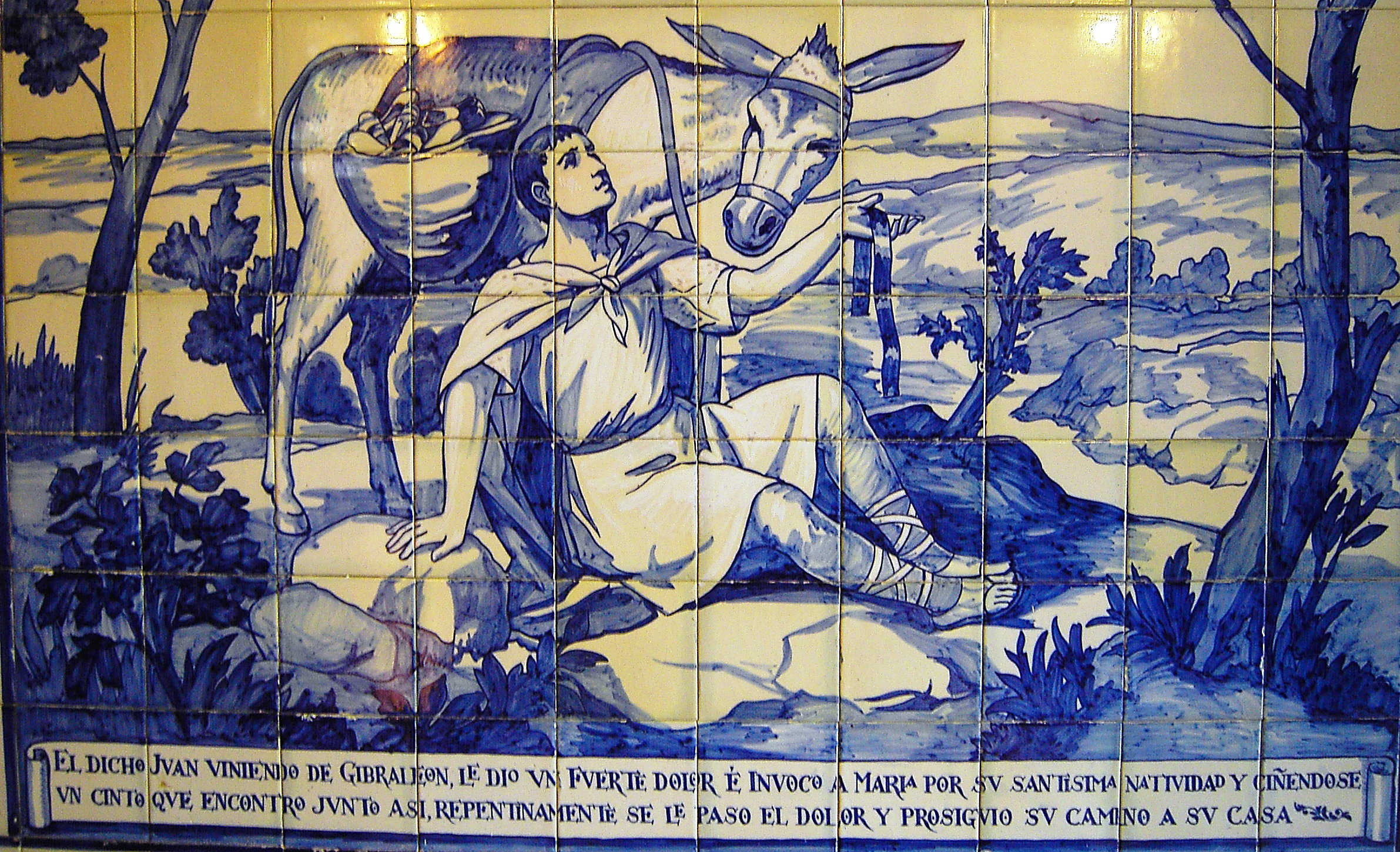
Azulejo de la nave lateral.

Es de gran interés el zócalo de azulejos de los muros laterales, realizado por Daniel Zuloaga en 1920. Plasma dos escenas relativas a la devoción a la Virgen: el voto de Cristóbal Colón a bordo de La Niña y el milagro del toro arrodillado.
La capilla de la nave de la epístola está ocupada por el retablo de la imagen procesional de la Virgen de la Cinta. Se trata de una escultura en madera policromada datada hacia el año 1760, obra de Benito de Hita y Castillo. Está inspirada en la pintura de la capilla mayor aunque a diferencia de ésta se presenta erguida. El pequeño retablo barroco que la acoge es del último cuarto del siglo XVIII.
La capilla de la nave del Evangelio acoge el paso procesional de la Virgen de la Cinta. Fue realizado por Manuel Seco Velasco en 1940, inspirándose en el templete del Niño Jesús de la Hermandad Sacramental del Sagrario de la Catedral de Sevilla. Fue reformado y ampliado por Jesús Domínguez en 1963, intervención en la que se incorporó el ángel que sostiene la vara de Alcaldesa Perpetua.
Los muros de las naves laterales son recorridos por un zócalo de azulejos que cuentan la leyenda del zapatero Juan Antonio. Fueron diseñados por Francisco Muñoz Báez y Juan Antonio Rodríguez Hernández y ejecutados por Cerámica Montalbán. Sobre ellos hay un juego de cuatro vidrieras que narran la leyenda del moro. También en la nave lateral derecha puede verse una pintura del siglo XVIII de la Virgen de Guadalupe.

## El recinto

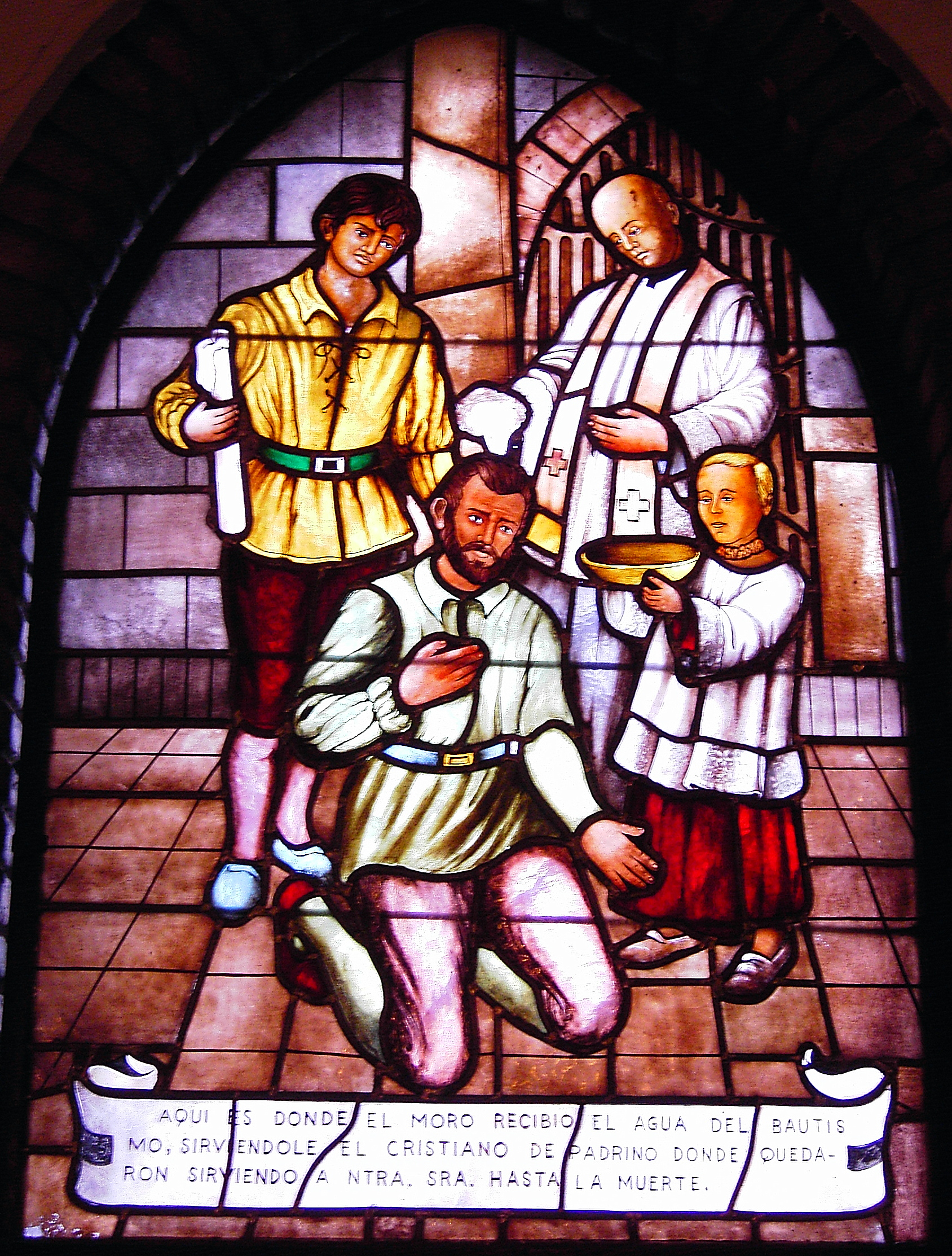
Vidriera con un episodio de la leyenda del moro.

A modo de antesala del santuario se sitúa la Plaza de los Capellanes, un mirador orientado hacia la ría de Odiel desde el que puede observarse buena parte de la zona baja de la ciudad y el Paraje Natural Marismas del Odiel. En este plaza se encuentran la Cruz de los Ángeles, de hierro forjado, y el Convento de las Madres Oblatas.
A la iglesia se accede por el Patio Claustral Obispo González Moralejo, construido en el año 1901. Es un patio encalado rodeado por tres de sus lados de galerías con arcos de medio punto. La solería fue realiza a partir de lápidas del anterior cementerio de Huelva. Son piezas de interés la lápida funeraria de la familia Garrocho, de 1604, que fue traslada al lugar tras el derribo de la antigua Iglesia de San Francisco y el relieve de la Santísima Trinidad de Antonio Susillo, que ocupaba anteriormente una capilla pública frente a la Parroquia de la Concepción. Hay además un buen número de azulejos y placas que conmemoran diversos hitos de la devoción cintera, así como un vía crucis de cerámica de Alcora.
Sobre la iglesia se levantó en el siglo XVIII un segundo piso que acoge la antigua hospederia, actualmente dependencias de la Hermandad de la Cinta. 
En paralelo al muro de la epístola se extienden los Jardines Obispo García Lahiguera. En ellos hay un monumento dedicado a la Virgen Chiquita, con una imagen en bronce de la misma, obra de Antonio León Ortega de 1977. Señala el lugar donde fue escondida la imagen en 1936 para ser salvada de la destrucción del patrimonio del santuario, que dejó muy dañada la figura mural. También se encuentran en estos jardines el ajimez mudéjar de una fachada desaparecida de la calle Puerto y el escudo heráldico de la casa de la familia Garrocho, que se encontraba en la calle de la Fuente.